# 제갈탄
제갈 탄(諸葛誕, ? ~ 258년)은 중국 삼국 시대 조위의 정치가로, 자는 공휴(公休)이며 서주 낭야국 양도현(陽都縣) 사람이다. 전한의 사례교위 제갈풍의 후손이며, 제갈근의 종제이다.

## 행적

### 초기 경력
처음에는 상서랑으로써 형양령이 되었다. 상서랑일 때, 상서복야 두기와 함께 도하에서 황제가 탈 배를 시운전했는데 바람을 만나 둘 다 물에 빠졌다. 호분이 제갈탄을 구조하려 하자, 제갈탄은 “먼저 두후(杜侯: 두기)를 구하여라!”라고 소리쳤다. 제갈탄은 물가까지 표류하여, 정신을 잃었으나 살아났으며, 두기는 결국 익사했다.
중앙으로 들어가 이부랑이 되었다. 인사 촉탁이 있거든 그 말을 분명히 드러내고 기용을 승낙했으며, 후에 적당한지 아닌지를 살필 때에는 공개적으로 의논하여 그 사람의 득실로써 포폄했다. 이로부터 조정의 뭇 관료들은 사람을 천거하는 일을 신중하게 하지 않음이 없었다.
자주 승진하여 어사중승상서로 옮겼다. 하후현(夏侯玄), 등양(鄧颺) 등과 서로 친했고, 조정에서 명성이 있었으며, 서울에서 사람들의 칭송을 받았다. 또 이들과 서로 칭호를 붙여, 하후현 등 네 명을 사총, 제갈탄 등 여덟 명을 팔달이라 하고, 또 권세 있는 아버지를 둔 유희, 손밀, 위열은 삼예라 칭했다.
그러나 명제는 생각하기를 제갈탄 등은 헛된 명성으로 부화하고 있으며, 이러한 허명과 경박한 평가를 내리는 풍조를 싫어하여 저희를 모두 면직시켜 관직에 나가지 못하게 했다.

### 대오 전선 사령관
마침 명제가 죽었으므로, 정시 원년 제갈탄, 하후현 등은 복직되었다. 제갈탄은 다시 어사중승상서가 되었고, 지방으로 나가 양주자사가 되었으며 소무장군이 더해졌다.
왕릉(王淩)이 모반을 일으키려 하고 사마의(司馬懿)가 이를 가만히 토벌하자, 제갈탄은 진동장군·가절·도독양주제군사가 되었으며 산양정후에 봉해졌다.
가평 4년(252년) 10월, 오나라 태부 제갈각(諸葛恪)이 동흥(東興)에 성을 쌓았다.
12월, 위나라의 실권자 사마사(司馬師)는 대대적으로 오나라를 공격하여 왕창(王昶)에게 남군을, 관구검(毌丘儉)에게 무창을 공격하게 했고, 제갈탄에게는 호준(胡遵) 등과 함께 오나라가 두 달 전에 세운 동흥을 공격하게 했다. 오나라에서는 제갈각을 내세워 이를 막게 했다. 23일, 그러나 군대가 한겨울 춥고 눈이 내리는 중 방심하여 술을 마시며 잔치를 즐기다가 오나라 장수 정봉(丁奉)의 공격을 받아 선두 부대가 격파당했고, 오나라 장수 여거 등도 도착하여 위의 부마며 장군 낙안태수 환가(桓嘉), 선봉장인 한종(韓綜)을 잃는 등 크게 졌다. 제갈탄이 패배했다는 말을 듣고 왕창과 관구검은 영채를 불태우고 도주하여, 오나라 정벌은 실패로 끝났다. 제갈탄은 패배로 인해 관구검과 관직이 맞바뀌어 진남장군·도독예주제군사가 되었다.
정원 2년(255년) 정월 12일, 관구검과 문흠(文欽)은 사마씨의 전횡에 분노하여 모반을 일으키고 제갈탄에게 사자를 보내 예주의 선비와 백성을 불렀다. 제갈탄은 사자를 목 베고 관구검과 문흠이 모반하였음을 천하에 알렸다. 관구검과 문흠이 격파당한 후 제갈탄은 수춘에 도착했는데, 수춘에 있던 10여 만 사람들은 죽음을 두려워하여 도주하여 간혹 산택을 떠돌고 간혹 오나라에 투항했다. 윤달 29일, 진동(대)장군으로 임명되었다. 오나라 승상 손준(孫峻)은 북상하여 19일에 문흠의 투항을 받아들이고 수춘성을 치려 했으나, 제갈탄이 수춘성에 들어갔다는 소식을 듣고 도주했다. 제갈탄은 장반을 파견하여 이를 추격하여 2월 12일에 오나라 좌장군 유찬의 목을 베어 서울로 보내고 인수와 부절을 손에 넣었다. 고평후에 봉해져 식읍 3500호를 받았고, 7월에는 정동대장군으로 전임되었다.

### 회남 3반의 마지막
제갈탄은 본래 사마씨의 정적 하후현, 등양 등과 친했고, 또 사마씨에게 반기를 든 왕릉, 관구검이 모두 3족이 멸해졌으므로 불안하게 여겼다. 그래서 재물을 기울게 하여 은혜를 베풀어 사람들의 마음을 붙잡았고, 자신이 기르는 사람과 양주의 경협 수천 명을 자기를 위해 죽을 사람들로 삼아 후히 대우했다.
감로 원년(256년), 오나라의 침공 기미가 있었다. 조정에서는 제갈탄의 병마로 막을 수 있다고 여겼는데, 제갈탄은 10만 명을 더 청했고, 또 회하에 임하여 성을 쌓아 도적을 막기를 구해 회남을 지키고자 했다. 조정에서는 제갈탄이 의심을 품고 있는 것을 알았지만, 오래 된 신하이므로 조정으로 들어오게 하여 처리하려고 했다.
감로 2년(257년), 사공으로 임명한다는 문서가 도착했다. 제갈탄은 이에 응하지 않고 반란을 일으켜 양주자사 악침(樂綝)을 죽였다. 《위진세어》에 따르면, 사마소(司馬昭)가 집권한 후 가충(賈充)이 사마소에게 4정장군을 위로하도록 권하여 가충 자신은 제갈탄에게 갔었다가, 돌아온 후 제갈탄이 민심을 얻고 있으므로 내버려두면 재난이 커질 것을 우려하여, 제갈탄을 분노하게 하여 속히 행동하게 하도록 권했다. 그래서 제갈탄은 사공으로 임명되었다. 제갈탄은 자신이 왕창보다 먼저 삼공에 오른 것을 괴이하게 여겼으며, 악침이 병사를 받게 되었으므로 좌우의 수백 명만 거느리고 바로 양주로 가 악침을 죽였다.
《위말전》에 따르면, 가충은 제갈탄과 만나 담론하다가, 당시 선양의 여론이 있는데 어떻게 여기냐며 제갈탄을 떠 보았다. 제갈탄은 가충을 매도하며 자신은 마땅히 위 황실을 위해 죽겠다고 답했다.
제갈탄은 회남, 회북의 둔전병 10여 만 명과, 양주의 신병 4, 5만 명을 모으고, 1년분 식량을 준비하여 성문을 걸어닫고 지켰다. 장사(長史) 오강(吳綱)에게 아들 제갈정(諸葛靚)을 오나라에 인질로 보내어 구원을 청했다. 위나라의 진남장군 왕기는 수춘성을 포위했다.
6월, 황제는 친히 항성에 이르렀고, 사마소는 직접 중외 26만 명을 거느리고 토벌에 나서 회수에 이르렀다. 사마소는 구두에 주둔하고, 왕기와 진건 등은 수춘성을 포위하게 하고, 감군 석포와 연주자사 주태(州泰) 등은 유군으로 삼아 외부의 침입에 대비하게 했다. 수춘은 당초 매해 비가 내려 회수가 넘쳐 항상 성이 물에 잠겼으므로, 제갈탄은 사마소가 포위망을 쌓는 것을 비웃었다.
당시 오나라 제2대 황제 회계왕(會稽王) 손량(孫亮)과 실권자 손침(孫綝)은 제갈탄을 좌도호·가절·대사도·표기장군·청주목·수춘후로 임명하고, 문흠·문앙(文鴦) 부자와 당자(唐咨), 전역(全懌), 전단 등에게 3만의 원군을 딸려 보냈다. 이 군대는 왕기의 포위망이 완성되기 전에 성에 들어갔다. 또 주이에게 여러 차례 군사를 주어 바깥에서 돕게 했다. 그러나 주이는 주태, 석포, 호열 등에게 여러 번 지고, 손침에게 이유 없이 죽었다. 문흠 등은 여러 차례 포위망을 뚫으려 했으나 실패했다. 장반과 초이는 곧 손침은 돌아갈 것이므로 아직 사람들이 동요하지 않을 지금 죽을 각오로 공격하기를 권했으나, 문흠은 버틸 것을 주장하였다. 장반과 초이가 완강하게 권하여 문흠은 화를 내고 제갈탄은 장반 등을 죽이려 했다. 11월, 두 사람은 투항했다.
12월, 사마소가 종회(鍾會)의 제안을 받아들여 전역의 조카로 과거 위나라에 항복한 전휘(全輝)와 전의(全儀)의 이름으로 편지를 보내 오나라가 전역을 죽이려 한다고 전하자 전역, 전단 등 전씨 일족은 모조리 위나라에 항복했다.
이듬해 정월, 문흠은 전씨 일족들이 모두 투항했으므로 적이 방비가 굳세지 않을 이때 싸울 만하다고 했다. 궁지에 몰린 제갈탄, 당자 등은 그렇게 여겨, 문흠과 함께 수춘성 남쪽 포위를 뚫으려 했으나 실패했고, 엄청난 피해를 입었으며, 식량이 떨어져 수만 명이 성문을 나와 투항했다.
문흠이 북방 사람들을 내보내 식량을 아껴 오나라 사람들과 함께 성을 지키고자 했으나, 제갈탄은 이를 받아들이지 않았다. 원래 제갈탄은 문흠과 사이가 나빴는데, 사태가 위급해지자 둘은 더욱 서로 의심을 품어 제갈탄은 문흠을 죽였다. 아버지의 죽음을 접한 문앙은 동생 문호(文虎)와 함께 성을 넘어 위나라의 실권자 사마소에게 투항했다. 사마소에게 관내후(關內侯)에 봉해진 문앙은 문호와 함께 수춘성 주변을 돌며 항복을 권유했다. 문앙이 사마소의 형인 사마사의 병을 악화시켜 죽게 만든 인물임을 알고 있던 제갈탄의 병사들은 그가 벼슬을 받은 것을 보고 크게 동요했다.
사마소의 명령으로 정벌군이 일체의 공격을 하지 않는 동안에도 사기가 크게 꺾여 위나라에 항복하는 자가 늘어났다. 이를 본 사마소는 2월 20일 총공격을 가해 수춘성은 함락됐다. 성이 함락되던 날 큰 비가 내려, 제갈탄이 무너지리라고 여긴 포위망은 비로소 무너졌다. 제갈탄은 도주하다 대장군 사마 호분의 부하에게 죽었으며, 제갈탄의 삼족은 멸해졌다. 제갈탄 수하에 있던 수백 명은 투항하지 않았으므로 죽었는데, 제갈탄을 위해 죽기를 피하지 않았다.

## 인물평
진수(陳壽)는 “제갈탄은 엄숙하고 강인하고 위엄이 있었다.”고 평하며, 왕릉, 관구검, 종회와 함께 “마음속에 큰 뜻을 품어 화란을 생각지 않았으며, 기회를 잡아 변을 일으켜 종족들을 모두 죽게 했으니, 어찌 큰 잘못과 미혹됨이 아니겠는가!”라고 평했다.
당시 제갈탄 휘하의 수백 명이 제갈탄을 위해 죽었으므로, 사람들은 제갈탄을 전한 시대의 전횡에 비했다.

## 같이 보기
- 삼국지 인물 목록